# Championnat de Namibie de football 2024-2025
Navigation
Édition précédente Édition suivante
La saison 2024-2025 du Championnat de Namibie de football est la trentième édition de la Premier League renommé Debmarine Namibia Premiership pour des raisons de sponsoring, le championnat de première division national namibien.

## Déroulement de la saison
African Stars est le tenant du titre.
Orlando Pirates Windhoek relégué pour la première fois, la saison passée, voulait racheter la licence du Civics FC pour rester en première division, mais après oppositions dans le club l'accord ne se fera pas et Orlando Pirates jouera pour la première fois en deuxième division.
Le Civics FC change de nom en cours de saison est se nomme Bucks Buccaneers FC.
Le club Julinho Sporting FC est renommé Julinho Athletic FC en cours de saison.
En fin de saison, le champion sortant gagne de nouveau le championnat en terminant à la première place. African Stars remporte également la Coupe de Namibie (MTC Maris Cup).

## Compétition

### Classement
| Rang | Équipe                  | Pts | J  | G  | N  | P  | Bp | Bc | Diff |
| ---- | ----------------------- | --- | -- | -- | -- | -- | -- | -- | ---- |
| 1    | African Stars T C       | 58  | 30 | 16 | 10 | 4  | 47 | 25 | +22  |
| 2    | Young African FC        | 54  | 30 | 13 | 15 | 2  | 34 | 19 | +15  |
| 3    | Khomas Nampol FC        | 51  | 30 | 14 | 9  | 7  | 48 | 31 | +17  |
| 4    | FC Ongos                | 50  | 30 | 13 | 11 | 6  | 36 | 22 | +14  |
| 5    | Mighty Gunners FC       | 49  | 30 | 11 | 16 | 3  | 35 | 27 | +8   |
| 6    | UNAM FC                 | 45  | 30 | 11 | 12 | 7  | 32 | 23 | +9   |
| 7    | Eeshoke Chula Chula FC  | 45  | 30 | 10 | 15 | 5  | 26 | 22 | +4   |
| 8    | KK Palace FC P          | 43  | 30 | 10 | 13 | 7  | 31 | 23 | +8   |
| 9    | Blue Waters FC          | 43  | 30 | 10 | 13 | 7  | 30 | 24 | +6   |
| 10   | Bucks Buccaneers FC     | 36  | 30 | 8  | 12 | 10 | 31 | 32 | -1   |
| 11   | United Africa Tigers FC | 34  | 30 | 8  | 10 | 12 | 33 | 37 | -4   |
| 12   | Okahandja United        | 34  | 30 | 10 | 4  | 16 | 31 | 38 | -7   |
| 13   | Julinho Athletic FC     | 32  | 30 | 6  | 14 | 10 | 27 | 31 | -4   |
| 14   | Young Brazilians FC     | 23  | 30 | 5  | 8  | 17 | 30 | 54 | -24  |
| 15   | Blue Boys FCP           | 22  | 30 | 3  | 13 | 14 | 20 | 40 | -20  |
| 16   | Cuca Tops FC P          | 10  | 30 | 1  | 7  | 22 | 12 | 55 | -43  |

|  | Qualification pour la Ligue des champions de la CAF 2025-2026 |
|  | Qualification pour la Coupe de la confédération 2025-2026     |
|  | Relégation en deuxième division                               |

- Comme le champion gagne également la Coupe de Namibie, le vice-champion et finaliste Young African est qualifié pour la Coupe de la confédération 2025-2026.